# Casa de Stephen Beech Cleveland
La Casa de Stephen Beech Cleveland, también conocida como The Lodge, es una residencia histórica ubicada en Suggsville, Alabama, Estados Unidos.

## Historia
La casa de un piso con estructura de madera fue terminada en 1860 por Stephen Beech Cleveland. Cuenta con un porche envolvente en el frente y un lado. Fue incluido en el Registro Nacional de Lugares Históricos el 28 de julio de 1999, debido a su importancia arquitectónica.